# スモーキー川

ピース川との合流点

スモーキー川(スモーキーがわ、Smoky river)はカナダのアルバータ州西部にある川。ピース川の支流。
流域面積50,300km2、長さ492km。
水源はカナディアン・ロッキー、ジャスパー国立公園北部のアドルファス湖。北東へウィルモア自然公園を流れてグランドキャッシュ付近を通過。そこからは北に向かいワティノを通ってピースリバーの南でピース川に合流する。